# 赫里霍里夫卡 (卡霍夫卡区)
赫里霍里夫卡（羅馬化：Hryhorivka）是烏克蘭南部赫爾松州卡霍夫卡區赫里霍里夫卡市镇内的村落。始建於1869年，面積4.3平方公里，海拔高度13米，2001年人口1814，人口密度每平方公里421.8人。